# Józef Górzyński

Erzbischofswappen von Józef Górzyński

Józef Górzyński (* 5. März 1959 in Żelechów, Polen) ist ein polnischer Geistlicher und römisch-katholischer Erzbischof von Ermland.

## Leben

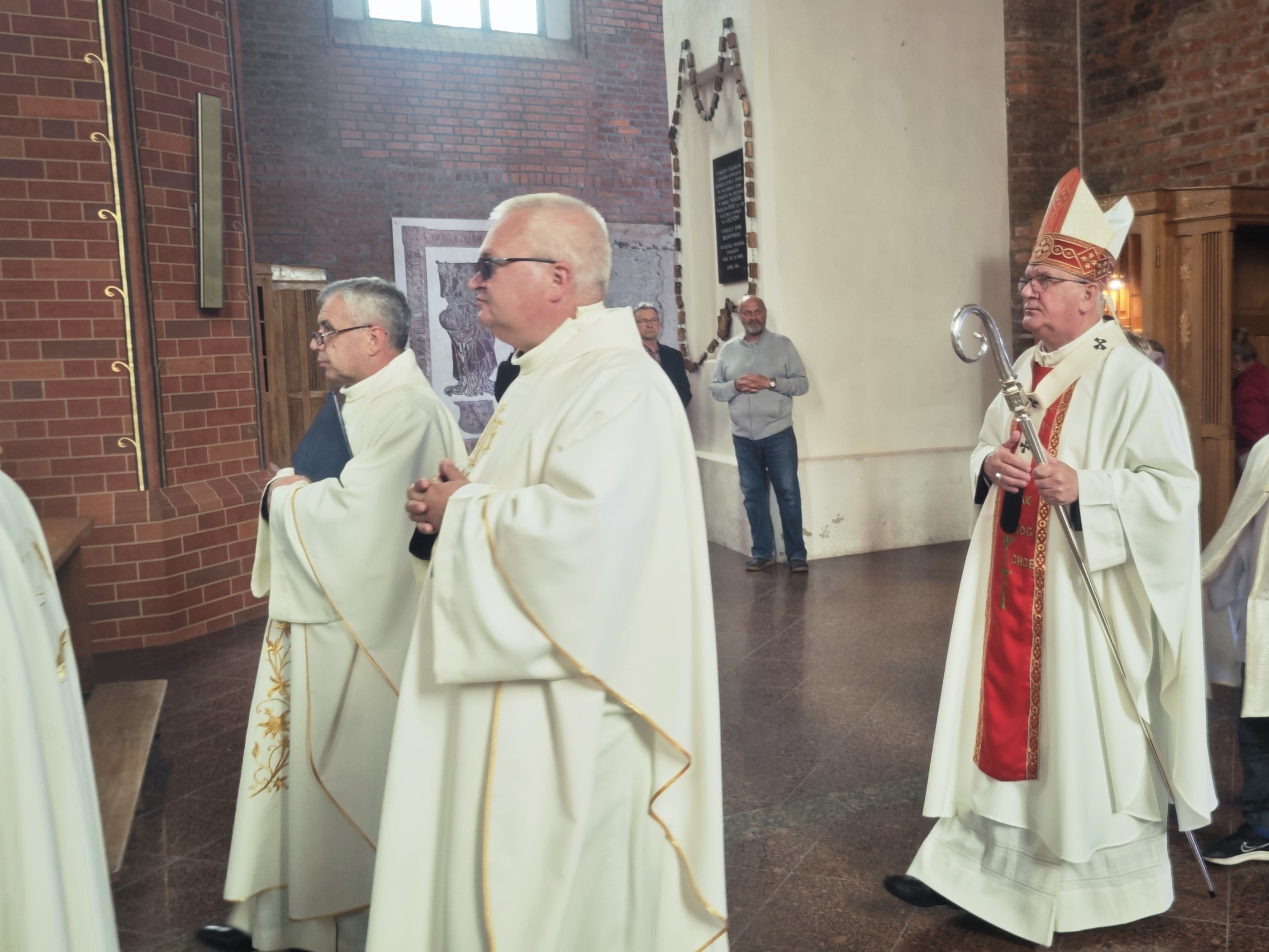
Józef Górzyński der erste von rechts

Józef Górzyński empfing am 2. Juni 1985 von Kardinal Józef Glemp das Sakrament der Priesterweihe. Von 1985 bis 1987 war er Vikar in Grójec. In den Jahren 1987 bis 1992 studierte er an der Hochschule des Benediktinerordens, dem Päpstlichen Athenaeum Sant’Anselmo. Anschließend wurde er Präfekt des erzbischöflichen Priesterseminars in Warschau und 1993 Professor für Liturgie. 1997 wurde er an der Hochschule für Katholische Theologie, heute Kardinal-Stefan-Wyszyński-Universität Warschau, zum Doctor theologiae promoviert. 1999 wurde er Vorsitzender der Theologischen Kommission für die Erneuerung im Heiligen Geist.
In den Jahren von 2002 bis 2007 Vizepräsident der Liturgischen Kommission der Erzdiözese Warschau und von 2004 bis 2012 war er Pfarrer der Pfarrei von der Unbefleckten Empfängnis der Seligen Jungfrau Maria in Warschau. Er war von 2008 bis 2013 Mitglied des Priesterrates der Erzdiözese Warschau und 2012 bis 2013 Moderator der Kurie. 
Am 4. November 2013 ernannte ihn Papst Franziskus zum Titularbischof von Leontium und bestellte ihn zum Weihbischof in Warschau. Der Erzbischof von Warschau, Kazimierz Kardinal Nycz, spendete ihm sowie dem gleichzeitig ernannten Weihbischof Rafał Markowski am 7. Dezember desselben Jahres die Bischofsweihe; Mitkonsekratoren waren der emeritierte Bischof von Warschau-Praga, Kazimierz Romaniuk, und der Apostolische Nuntius in Polen, Erzbischof Celestino Migliore.
In der polnischen Bischofskonferenz ist er Mitglied des Ausschusses für die Gottesdienste und Sakramentenordnung.
Papst Franziskus ernannte ihn am 10. Februar 2015 zum Koadjutorerzbischof von Ermland. Die Amtseinführung fand zwei Tage später statt. Mit dem Rücktritt Wojciech Ziembas am 15. Oktober 2016 trat er dessen Nachfolge als Erzbischof von Ermland an.